# كأس فنلندا 2017–18
كأس فنلندا 2017–18 (بالفنلندية: Jalkapallon Suomen Cup 2018)‏ هو الموسم 64 من كأس فنلندا. أقيم خلال الفترة 21 يوليو 2017 وحتى 12 مايو 2018، وأشرف على تنظيمه اتحاد فنلندا لكرة القدم، وفاز فيه إنتر توركو.